# Фарада, Семён Львович
Семён Льво́вич Фарада́ (при рождении — Фе́рдман; 31 декабря 1933, Никольское, Московская область, СССР — 20 августа 2009, Москва, Россия) — советский и российский актёр театра, кино и телевидения; народный артист Российской Федерации (1999).

## Биография
Родился 31 декабря 1933 года в селе Никольское Московской области, вошедшем в 1960 году в состав города Москвы (район станции метро «Водный стадион»), в еврейской семье. Его родители приехали в начале 1930-х годов на учёбу в Москву из Новограда-Волынского (Житомирская область Украины).
Дедушка — Соломон Фердман — погиб в 1917 году в Петрограде во время революции. Бабушка — Ита Львовна Фердман (в девичестве Корхим, 1895—1942), до войны жила в Ленинграде с дочерью Идой Соломоновной Фердман, по мужу Ромм, и её двумя сыновьями, в марте 1942 года они попали на пароход, вывозивший блокадников. Пароход разбомбили, это произошло у берега, они спаслись, их пересадили в эшелон, шедший за Волгу, в нём бабушка умерла от истощения.
Отец, Лев Соломонович Фердман (29 октября 1909 — 4 ноября 1952), до войны работал администратором и начальником секретариата Главлесосбыта, с которым был эвакуирован в Киров, откуда был призван на фронт; лейтенант Красной армии, был одно время адъютантом главного маршала артиллерии, учился в Лесотехническом институте в Москве, работал военным специалистом по снабжению советской армии лесоматериалами в Наркомате лесной промышленности СССР. После увольнения из Наркомата в 1948 году, во время борьбы с космополитизмом, его (уже в звании майора) перевели на периферийную военную базу в Ярославле, где он и умер в 1952 году в возрасте сорока трёх лет от язвы желудка, открывшейся ещё на фронте. Похоронен на Востряковском кладбище в Москве.
Мать, Ида Давыдовна Шуман (1910—1989), училась в фармацевтическом техникуме в Москве, в начале войны с двумя детьми эвакуировалась в Ташкент. После отъезда мужа в Ярославль одна воспитывала двоих детей, Семёна и его сестру Евгению (род. 1939; после замужества — Соколова; с 1992 года живёт в Израиле). Семён заменил сестрёнке умершего отца. Скончалась Ида Давыдовна в 1989 году.
С пятилетнего возраста Семён Фарада дружил с Владимиром Ресиным. Они были как родственники. Их семьи на протяжении двадцати семи лет жили в одной коммунальной квартире на улице Сельскохозяйственной в Москве рядом со станцией метро ВДНХ.
В средней школе № 306 Фарада учился очень хорошо, окончил её с золотой медалью, занимался спортом (футболом), участвовал в театральных кружках. Его сестра Евгения Соколова (урождённая Фердман) рассказывает о его увлечении театром: 

«… В 10-м выпускном классе он участвовал в школьном спектакле по „Ревизору“. И вот тогда я впервые увидела брата на сцене. Он был настолько органичен в роли не то Бобчинского, не то Добчинского, что я по-настоящему испугалась, когда его героя, подслушивающего под дверью, стукнули этой дверью. И я увидела „разбитый“ нос, на самом деле измазанный краской».
 Но о поступлении Семёна в театральный вуз не могло быть и речи. В семье военного сын должен учиться в военном училище — таково было мнение родителей. Он подал документы в Военную ордена Ленина академию бронетанковых войск имени И. В. Сталина. И получил отказ. Ему заявили, что в связи с повышенным кровяным давлением он к экзаменам не допущен. Фарада стал студентом Бауманского института, обнаружив себя единственным поступившим евреем.
В 1962 году окончил факультет энергомашиностроения Московского высшего технического училища имени Н. Э. Баумана (МВТУ имени Н. Э. Баумана), получив квалификацию инженер-механика по котельным установкам.
Через три года учёбы в институте был призван на воинскую службу в Краснознамённый Балтийский флот в городе Балтийск Калининградской области, где прослужил четыре года. Выступал в драматическом коллективе при Доме офицеров в Балтийске, исполнял в спектакле по пьесе Бориса Лавренёва «Разлом» маленькую роль моряка-анархиста. Возглавлял эстрадную группу Краснознамённого Балтийского флота.
После окончания института семь лет работал по профессии, инженером-механиком по котельным установкам, в Министерстве энергетики и электрификации СССР. В это же время занимался в эстрадно-театральной студии «Наш дом» в Доме культуры гуманитарных факультетов МГУ на Моховой. После её закрытия трудился в Москонцерте, где стал дипломантом конкурса эстрадных артистов.
Несмотря на талант и огромную тягу к театру, за всю свою жизнь Фарада так нигде и не учился актёрскому мастерству.
Первым опытом работы Фарады на телевидении стала детская образовательная телевизионная программа «АБВГДейка», в которой он играл грустного клоуна Сеню. В начале 1970-х годов этот персонаж принёс Фараде первую настоящую популярность.
Дебютом в кино в 1967 году стала эпизодическая роль туриста в фильме «Каникулы в каменном веке» режиссёра Семёна Райтбурта. В 1971 году в титрах фильма «Вперёд, гвардейцы!» (киностудия «Таджикфильм»), (пионервожатый) решено было поменять «неблагозвучную», по мнению руководства картины, фамилию Фердман на псевдоним Фарада. Позже он официально сменил свою фамилию в гражданском паспорте и в других личных документах.
В 1970—1971 годах — артист эстрады. В 1972 году режиссёр Юрий Любимов пригласил Семёна Фараду, не имеющего актёрского образования, на работу в Московский театр драмы и комедии на Таганке, на сцене которого актёр прослужил три десятилетия, сыграв в спектаклях «Добрый человек из Сезуана» (второй Бог), «Гамлет» (второй могильщик), «Мастер и Маргарита» (управдом Босой, буфетчик Соков, конферансье Бенгальский), «Пять рассказов Бабеля» (ученик Загурского) и многих других.
В 1975 году в труппе Московского театра драмы и комедии на Таганке Фарада встретил актрису Марию Полицеймако. Она уже была известной артисткой, оба были несвободны. Тем не менее они поженились. В 1976 году родился сын Михаил Полицеймако.
Известными стали яркие роли Фарады — тромбонист в комедии «Гараж» (1979) Эльдара Рязанова и главнокомандующий в трагикомедии «Тот самый Мюнхгаузен» (1979) Марка Захарова. С тех пор комедийный талант Фарады стал пользоваться большим спросом. Актёр снялся в фильмах «Будьте моим мужем» (1981), Чародеи (1982), «Предчувствие любви» (1982), «Дом, который построил Свифт» (1982), «Формула любви» (1984), «После дождичка в четверг» (1985), «Миллион в брачной корзине» (1985), «Человек с бульвара Капуцинов» (1987), «Убить дракона» (1988) и многих других.
Сам актёр одной из лучших своих работ в кино считал серьёзную драматическую роль доброго пожилого портного Хаймовича в лирической комедии «Попугай, говорящий на идиш» (1990) режиссёра Эфраима Севелы.
За тридцать три года работы в кинематографе мастер киноэпизода Фарада снялся в ста тридцати фильмах.
С 1996 года возглавлял актёрский клуб «100 ролей» имени Николая Крючкова.

### Болезнь и смерть

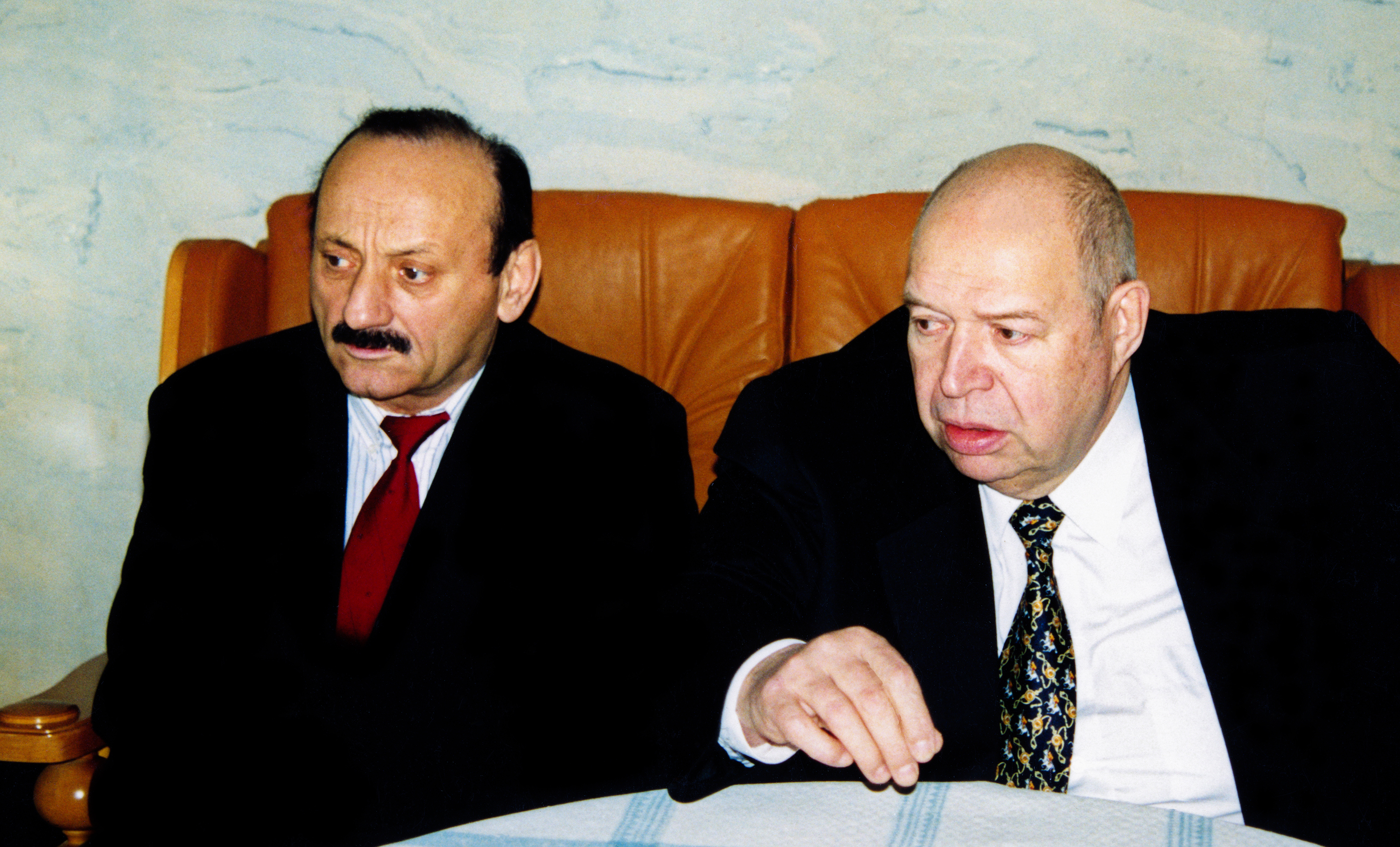
С врачом кардиохирургом В. И. Шумаковым, март 1999 года

Памятник Семёну Фараде на Троекуровском кладбище в Москве

В 1988 году у Фарады начались проблемы с сердцем. Ему был поставлен искусственный сердечный клапан.
В июне 2000 года, через неделю после похорон своего лучшего друга писателя Григория Горина, Фарада перенёс обширный инсульт, повлёкший за собой нарушение речи. Вследствие поражения значительной части мозга актёр был вынужден заново учиться ходить. Спустя полтора года после инсульта сломал шейку бедра. Последовали три операции, а затем — второй инсульт.
На протяжении всех девяти лет тяжёлой болезни за актёром ухаживали супруга Марина  Полицеймако и сын Михаил Полицеймако.
Вечером 20 августа 2009 года после тяжёлой продолжительной болезни Семён Фарада скончался на 76-м году жизни в госпитале имени Вишневского в Москве. Причиной смерти стала хроническая сердечно-сосудистая недостаточность, развившаяся в результате произошедших с ним инсультов.
Гражданская панихида состоялась 24 августа в Центральном доме кино. Похоронен на Троекуровском кладбище.

## Семья
Жена — Марина Полицеймако (1938—2024), актриса театра и кино, заслуженная артистка РСФСР (1988), дочь актёра БДТ Виталия Павловича Полицеймако.
Сын — Михаил Полицеймако (род. 1976), актёр театра и кино, певец.

## Государственные награды
- 1991 — почётное звание «Заслуженный артист РСФСР» — за заслуги в области советского театрального искусства[20].
- 1999 — почётное звание «Народный артист Российской Федерации» — за большие заслуги в области искусства[3].

## Театральные работы
- 1964 — «Добрый человек из Сезуана» (Бертольд Брехт; режиссёр — Юрий Любимов) — второй Бог
- 1967 — «Послушайте!» (В. В. Маяковский; режиссёр — Юрий Любимов) — актёр[21]
- 1968 — «Живой» (Борис Можаев) — Тимошкин[22]
- 1969 — «Час пик» (Ежи Ставиньский; режиссёр — Юрий Любимов) — Обуховский[23]
- 1970 — «Что делать?» (Н. Г. Чернышевский; режиссёр — Юрий Любимов) — Жан, Важный господин, Буфетчик, Извозчик[24]
- 1971 — «Гамлет» (Уильям Шекспир; режиссёр — Юрий Любимов) — второй могильщик[25]
- 1971 — «А зори здесь тихие» (Борис Васильев; режиссёр — Юрий Любимов) — отец Сони Гурвич[26]
- 1972 — «Под кожей статуи Свободы» (Евгений Евтушенко; режиссёр — Юрий Любимов) — полицейский[27]
- 1973 — «Бенефис» (А. Н. Островский; режиссёр — Юрий Любимов) — актёр[28]
- 1975 — «Пристегните ремни» (Григорий Бакланов, Юрий Любимов; режиссёр — Юрий Любимов) — ефрейтор Парцвения, Исидор Артемьевич (инженер строительства)[29]
- 1976 — «Обмен» (по одноимённой повести Юрия Трифонова; режиссёр — Юрий Любимов) — маклер[30]
- 1977 — «Мастер и Маргарита» (М. А. Булгаков) — управдом Босой, буфетчик Соков, конферансье Бенгальский
- 1980 — «Пять рассказов Бабеля» (по произведениям Исаака Бабеля; Режиссёр — Ефим Кучер) — ученик Загурского[31]
- 1981 — «Владимир Высоцкий» (режиссёр — Юрий Любимов)
- 1986 — «Полтора квадратных метра» Бориса Можаева — Акулинов
- 1990 — «Самоубийца» (Николай Эрдман; Режиссёр — Юрий Любимов) — Калабушкин

## Фильмография
- 1968 — Каникулы в каменном веке — турист (в титрах — С. Фердман)
- 1971 — Вперёд, гвардейцы! — пионервожатый
- 1974 — Все улики против него — Григорьев
- 1974 — Остановите Потапова! — шахматист, коллега Потапова
- 1975 — Между небом и землёй — Гарик Матвеевич
- 1975 — Смок и малыш — владелец лавки
- 1977 — В один прекрасный день — Васиф Сулейманович
- 1978 — Риск — благородное дело — оператор
- 1978 — Дуэнья — дон Педро
- 1979 — Тот самый Мюнхгаузен — главнокомандующий
- 1979 — Гараж — тромбонист
- 1980 — Автородео — Маляр
- 1980 — Откуда в траве рыба?
- 1981 — Будьте моим мужем — посетитель ресторана (нет в титрах)
- 1981 — Шляпа — «Слон»
- 1981 — Сын полка — парикмахер
- 1982 — Чародеи — гость с Юга
- 1982 — Предчувствие любви — отец Ольги
- 1982 — Возвращение резидента — торгаш
- 1982 — Дом, который построил Свифт — губернатор
- 1983 — Клетка для канареек — сопровождающий
- 1983 — Петля — Зеликовский
- 1983 — Волчья яма — дипломат, друг Самата (эпизод)
- 1984 — Мой друг Иван Лапшин — Джатиев
- 1984 — Тайна виллы «Грета» — «Головастик»
- 1984 — Герой её романа — сопровождающий
- 1984 — Прежде, чем расстаться — Ахвердыев
- 1984 — Формула любви — Маргадон, подручный графа Калиостро
- 1985 — После дождичка в четверг — шах Бабадур
- 1985 — Страховой агент — человек с чемоданом
- 1985 — Рассказ барабанщика — Горовой
- 1985 — Миллион в брачной корзине — Ведутто
- 1986 — Исключения без правил (новелла «Голос») — Валюшин
- 1986 — Как стать счастливым — «Колобок»
- 1986 — При открытых дверях — Сергей Эрвандович
- 1986 — От зарплаты до зарплаты — Цырин, член комиссии
- 1987 — Где бы ни работать… — Гусаков
- 1987 — Гардемарины, вперёд! — директор Навигацкой школы
- 1987 — Дрессировщики — милиционер
- 1987 — Человек с бульвара Капуцинов — мистер Томпсон
- 1987 — Нужные люди — Георгий Михалыч, старший тренер
- 1988 — Убить дракона — дирижёр
- 1988 — История одной бильярдной команды — учитель Сунига
- 1988 — Раз, два — горе не беда! — князь
- 1988 — Француз — Семён Абрамович
- 1989 — Созвездие Козлотура — Платон Самсонович
- 1989 — Криминальный квартет — Левкоев
- 1989 — Вход в лабиринт — Понтяга
- 1989 — Частный детектив, или Операция «Кооперация» —  синьор Кончини, итальянский мафиозо
- 1990 — Система «Ниппель» — обитатель коммуналки
- 1990 — Страсти по Владимиру — Махоня
- 1990 — Попугай, говорящий на идиш — Хаймович, портной
- 1991 — Год хорошего ребёнка — «Туз»
- 1991 — Болотная street, или Средство против секса — Пахомов, фальшивомонетчик
- 1991 — Семь дней с русской красавицей — Гимороев, полковник
- 1991 — Красный остров — Метёлкин
- 1991 — Детство Тёмы — Бошар
- 1991 — Чокнутые — Адам Ципровски
- 1992 — Фанданго для мартышки — Леонтий
- 1992 — Воздушные пираты
- 1992 — Бабник-2 — грузин
- 1992 — Безумные макароны, или Ошибка профессора Бугенсберга[32] — одноногий Джо Сильвер
- 1992 — Ноев ковчег — араб
- 1992 — Алмазы шаха — Алик
- 1992 — Грех — бармен
- 1992 — Детонатор — председатель партии
- 1992 — Сезон обнажённого сердца — профессор консерватории
- 1993 — Русский бизнес — Эй
- 1993 — В Багдаде всё спокойно — Ахо
- 1993 — Охламон — Ату
- 1993 — Тутэйшыя — Спічыні (Спичини)
- 1994 — Мсье Робина — Цезарь Соломонович Пискер, режиссёр
- 1994 — Русское чудо — Эй
- 1994 — Весёленькая поездка — Александр
- 1994 — Бульварный роман — ресторатор
- 1994 — Кофе с лимоном — коллега Островского
- 1995 — Роковые яйца — Мрачный
- 1999 — Директория смерти (новелла «Купи очки») — Максим Владимирович, директор кинофестиваля
- 2000 — Антология приколов (киноальманах) (новелла «Клиент всегда прав»)
- 2000 — Бременские музыканты & Co — королевский врач

### Киножурнал «Ералаш»
- 1982 — Выпуск № 32 (сюжет «Игра окончена, маэстро!») — отец мальчика
- 1987 — Выпуск № 61 (сюжет «Подвиг инспектора») — режиссёр
- 1993 — Выпуск № 97 (сюжет «Роковая встреча») — Андрей Львович, директор школы

### Киножурнал «Фитиль»
- 1983 — Выпуск № 215 (новелла «Спецрейс») — пассажир автобуса
- 1986 — Выпуск № 287 (новелла «Покупка») — актёр, играющий кавказца
- 1986 — Выпуск № 316 (новелла «Случай на птичьем рынке») — эпизод (нет в титрах)
- 1990 — Выпуск № 343 (новелла «Накололся») — генеральный инспектор
- 1990 — Выпуск № 348 (новелла «Отравление по…») — муж (нет в титрах)
- 1993 — Выпуск № 371 (новелла «Двигатель торговли»)
- 1993 — Выпуск № 372 (новелла «Кто коренней?») — пьяница
- 1994 — Выпуск № 382 (новелла «Большая перемена») — бывший житель
- 1994 — Выпуск № 385 (новелла «Загадочная душа») — кавказец
- 1994 — Выпуск № 390 (новелла «…страшнее пистолета») — сотрудник

### Озвучивание фильмов
- 1988 — Долой коммерцию на любовном фронте, или Услуги по взаимности — товарищ на мотоцикле из центра (1-я новелла), врач психогигиенического клуба (2-я новелла); роли Ильхама Ханбудагова

### Озвучивание мультфильмов
- 1979 — Приключения капитана Врунгеля — Джулико Бандитто гангстер / 4-й репортер
- 1984 — Доктор Айболит — Бармалей / Обезьяна / Собака Авва (6 серия) / Таракан (7 серия) / разные животные
- 1985 — КОАПП. Разными глазами — дымный жук
- 1985 — КОАПП. Банный день — ленивец
- 1989 — Микко — сын Павловой — дельфин Генри
- 1989 — Надводная часть айсберга — дельфин Генри / Грэг
- 1989 — Секретная океанская помойка — дельфин Генри
- 1990 — Озеро на дне моря — дельфин Генри
- 1990 — Счастливый старт-4 (в альт. версии — «Луч фиолетовой смерти») — дельфин Генри
- 1991 — Подводные береты — дельфин Генри / Грэг
- 1992 — Леато и Феофан. Партия в покер — Леато

### Работа на телевидении
- 1975 — АБВГДейка, премьерные 20 серий — клоун Сеня
- 1986 — «Голубой огонёк» — соведущий
- 1989 — «Новогоднее представление» — соведущий

## Фильмы о Семёне Фараде
- 2008 — «Острова. Семён Фарада» — документальный биографический фильм о жизни и творчестве Семёна Фарады (автор и режиссёр — Варвара Кузнецова; производство — «Студия документального кинопоказа», ГТРК «Культура»)[33]
- 2013 — «Семён Фарада. „Уно моменто!“» — документальный биографический фильм о жизни и творчестве Семёна Фарады, приуроченный к 80-летию со дня рождения актёра (авторы — Михаил Грушевский, Игорь Морозов; продюсеры — Дарья Пиманова, Олег Вольнов; режиссёр — Игорь Морозов; производство — ТК «Останкино»). Премьера — 11 января 2014 года на Первом канале[12]